# Władilen Nikitin
Władilen Walentinowicz Nikitin (ros. Владиле́н Валенти́нович Ники́тин, ur. 30 października 1936 w Omsku, zm. 2021) – radziecki działacz państwowy i partyjny, wicepremier ZSRR (1989-1990).

## Życiorys
W 1961 ukończył Omski Instytut Rolniczy im. Kirowa, potem pracował w przedsiębiorstwach rolniczych obwodu tiumeńskiego, 1965 został członkiem KPZR. Od 1970 funkcjonariusz partyjny, 1976-1985 przewodniczący Komitetu Wykonawczego Tiumeńskiej Rady Obwodowej, od 28 maja do 23 listopada 1985 minister gospodarki rolnej RFSRR. Od 13 grudnia 1985 do 25 sierpnia 1989 I zastępca przewodniczącego Państwowego Komitetu Agroprzemysłowego RFSRR - minister RFSRR, 1989-1990 I zastępca przewodniczącego Rady Ministrów ZSRR, przewodniczący Państwowej Komisji Rady Ministrów ZSRR ds. Żywności i Zakupów, od 1991 dyrektor generalny Zjednoczenia "Agropromeksport". Od 6 marca 1986 do 2 lipca 1990 zastępca członka KC KPZR. Deputowany do Rady Najwyższej ZSRR 10 i 11 kadencji, deputowany ludowy ZSRR. Pochowany na Cmentarzu Wagańkowskim w Moskwie.